# Microrégion sud-est du Roraima
La microrégion sud-est du Roraima est l'une des deux microrégions qui subdivisent le sud de l'État du Roraima au Brésil.
Elle comporte 4 municipalités qui regroupaient 49 646 habitants en 2013 sur une superficie totale de 51 470 km².

## Municipalités[1]
- Caroebe
- Rorainópolis
- São João da Baliza
- São Luís